# Лоретта Санчес
Лоретта Санчес (англ. Loretta Sanchez; нар. 7 січня 1960, Лінвуд, Каліфорнія) — американський політик-демократ мексиканського походження, з 1997 р. представляє штат Каліфорнія у Палаті представників США.
Є старшою сестрою політика Лінди Санчес, має шість братів і сестер. Санчес навчалася в Katella High School в Анахаймі, у 1982 р. закінчила Чепменський університет в Оранжі, а у 1984 р. — Американський університет у Вашингтоні. З 1984 по 1996 рр. працювала фінансовим аналітиком. У 1992 р. невдало балотувалася до міської ради Анахайма. Була членом Республіканської партії, у 1996 р. перейшла до демократів.